# Маха (язык)
Маха (также маака, мага, магха, мака; англ. maaka, maga, magha, maha, maka; самоназвание: maha, màakà) — один из языков западночадской ветви чадской семьи.
Распространён в северо-восточных районах Нигерии. Наиболее близок языкам боле и нгамо. Численность носителей — около 10 000 человек (1993). Язык бесписьменный.

## Классификация
В соответствии с классификацией чадских языков, предложенной американским лингвистом Полом Ньюманом, язык маха вместе с языками беле, боле, дено (куби), галамбу, гера, герума, канакуру (дера), карекаре, кирфи, купто, квами, нгамо, перо, пийя (вуркум) и тангале входит в группу боле западночадской языковой ветви (в статье В. Я. Порхомовского «Чадские языки», опубликованной в лингвистическом энциклопедическом словаре, данная группа упоминается под названием боле-тангле, или боле-тангале). Согласно исследованиям Пола Ньюмана, язык маха относится к кластеру языков собственно боле подгруппы боле группы западночадских языков A.2 подветви западночадских языков A. Эта классификация приведена, в частности, в справочнике языков мира Ethnologue.
В базе данных по языкам мира Glottolog даётся более подробная классификация языков подгруппы боле, предложенная американским исследователем Расселом Шухом. Место языка маха в этой классификации не определено. Помимо языка маха в пределах подгруппы боле к неклассифицированным также отнесены языки буре, кхолок и ньям.
Согласно классификации африканских языков чешского лингвиста Вацлава Блажека, язык маха отнесён к подгруппе языков боле-тангале, в которой представлены два языковых объединения: в первое вместе с маха входят языки боле, нгамо, гера, кирфи, галамбу, карекаре, герума, дено, куби, беле, во второе — языки тангале, перо, дера. Подгруппа боле-тангале вместе с ангасской подгруппой в данной классификации являются частью боле-ангасской группы, входящей в свою очередь в одну из двух подветвей западночадской языковой ветви.
В классификации афразийских языков британского лингвиста Роджера Бленча маака (маха) вместе с языками боле, нгамо и бееле образует языковое единство, входящее в объединение «a» подгруппы боле (или северной подгруппы) группы боле-нгас подветви западночадских языков A.
В классификации чадских языков, опубликованной в работе С. А. Бурлак и С. А. Старостина «Сравнительно-историческое языкознание», язык маха входит в группу боле-тангале подветви собственно западночадских языков.

## Лингвогеография

### Ареал и численность
Область распространения языка маха размещена в северо-восточной Нигерии на территории штата  Йобе — в районе Гулани, в окрестностях города Бара к северо-востоку от водохранилища Дадин-Кова.
С севера к ареалу языка маха примыкает ареал сахарского языка центральный канури, с востока — ареал  центральночадского языка бура-пабир, с юга — ареал центральночадского языка тера. На западе с областью распространения языка маха граничат  ареалы близкородственных западночадских языков боле и купто.
Численность носителей языка маха по данным справочника Ethnologue в 1993 году составляла 10 000 человек. По современным оценкам сайта Joshua Project численность говорящих на языке маха составляет 17 000 человек (2016).

### Социолингвистические сведения
Согласно данным сайта Ethnologue, степень сохранности языка маха является устойчивой. Язык используется в бытовом общении всеми поколениями представителей этнической общности маха, включая детей.  Литературной формы у языка маха нет. По вероисповеданию представители маха являются мусульманами, часть придерживается традиционных верований.

### Диалекты
О диалектном членении языка маха недостаточно сведений. Предположительно, можно выделить два диалекта — маака и собственно маха. Их различия отражены, в частности, в произношении названия языка маха —	 maha и màakà, которые и являются названиями диалектов. Маака распространён в районе Гулани, маха — в районе Бара.